# Ousmane Viera
Ousmane Viera Diarrassouba (Daloa, Costa de Marfil, 21 de diciembre de 1986) es un exfutbolista marfileño que jugo como defensa.

## Trayectoria
Comenzó su carrera profesional en 2003 en su país, jugando para el Réveil Club de Daloa. En enero de 2008 firmó un contrato con el CFR Cluj de Rumanía. Un año después fue cedido al FC Internațional Curtea de Argeș y, en 2010, fue traspasado al CS Pandurii Târgu Jiu.

## Selección nacional
Participó en los Juegos Olímpicos de Pekín 2008, jugando como titular todos los partidos que Costa de Marfil disputó en el campeonato: contra Argentina, Serbia, y Australia, en la fase de grupos, y ante Nigeria, en los cuartos de final.
El 1 de junio de 2014, luego de haber sido incluido en la lista preliminar en mayo, Viera fue ratificado en la nómina definitiva de 23 jugadores que representarán a su país en la Copa Mundial de Fútbol de 2014, haciendo de esta la tercera ocasión en la que disputará el torneo.

### Participaciones en Copas del Mundo
| Mundial                        | Sede   | Resultado    |
| ------------------------------ | ------ | ------------ |
| Copa Mundial de Fútbol de 2014 | Brasil | Primera fase |

## Clubes
| Club                                      | País            | Año       |
| ----------------------------------------- | --------------- | --------- |
| Réveil Club de Daloa                      | Costa de Marfil | 2003-2008 |
| CFR Cluj                                  | Rumania         | 2008-2009 |
| FC Internațional Curtea de Argeș (cedido) | Rumania         | 2009-2010 |
| CS Pandurii Târgu Jiu                     | Rumania         | 2010-2013 |
| Çaykur Rizespor                           | Turquía         | 2013-2016 |
| Adanaspor                                 | Turquía         | 2016-2017 |
| Sepsi Sfântu Gheorghe                     | Rumania         | 2018-2019 |
| F. C. Hermannstadt                        | Rumania         | 2019-2021 |

## Palmarés

### Títulos nacionales
| Título          | Club     | País    | Año  |
| --------------- | -------- | ------- | ---- |
| Liga I          | CFR Cluj | Rumania | 2008 |
| Copa de Rumania | CFR Cluj | Rumania | 2008 |
| Copa de Rumania | CFR Cluj | Rumania | 2009 |

### Títulos internacionales
| Título                    | Selección       | País              | Año  |
| ------------------------- | --------------- | ----------------- | ---- |
| Copa Africana de Naciones | Costa de Marfil | Guinea Ecuatorial | 2015 |